# Letni Puchar Świata w narciarstwie alpejskim 2018
Sezon 2018 Letniego Pucharu Świata w narciarstwie alpejskim rozpoczął się 16 czerwca 2018 r. na austriackim lodowcu Rettenbach. Ostatnie zawody z tego cyklu zostały rozegrane w dniach 13–16 września tego samego roku we włoskiej miejscowości Sauris. Przeprowadzono 16 konkursów dla kobiet i dla mężczyzn.
W planach był również konkurs slalomu równoległego, jednak został odwołany, zarówno u kobiet jak i u mężczyzn.

## Letni Puchar Świata w narciarstwie alpejskim kobiet
Wśród kobiet letniego pucharu świata z sezonu 2017 nie broniła Słowaczka Barbara Míková. Tym razem najlepsza okazała się Austriaczka Kristin Hetfleisch.
W poszczególnych klasyfikacjach triumfowały:
- slalom: Kristin Hetfleisch
- gigant: Kristin Hetfleisch
- supergigant: Jaqueline Gerlach
- superkombinacja: Jaqueline Gerlach

## Letni Puchar Świata w narciarstwie alpejskim mężczyzn
Wśród mężczyzn letni puchar świata z sezonu 2017 po raz kolejny bronił Włoch Edoardo Frau, który triumfował także w tym sezonie.
W poszczególnych klasyfikacjach triumfowali:
- slalom: Lorenzo Gritti
- gigant: Edoardo Frau
- supergigant: Edoardo Frau
- superkombinacja: Edoardo Frau